# Psephellus declinatus
Psephellus declinatus là một loài thực vật có hoa trong họ Cúc. Loài này được (M.Bieb.) K.Koch miêu tả khoa học đầu tiên năm 1851.